# Bob Denver

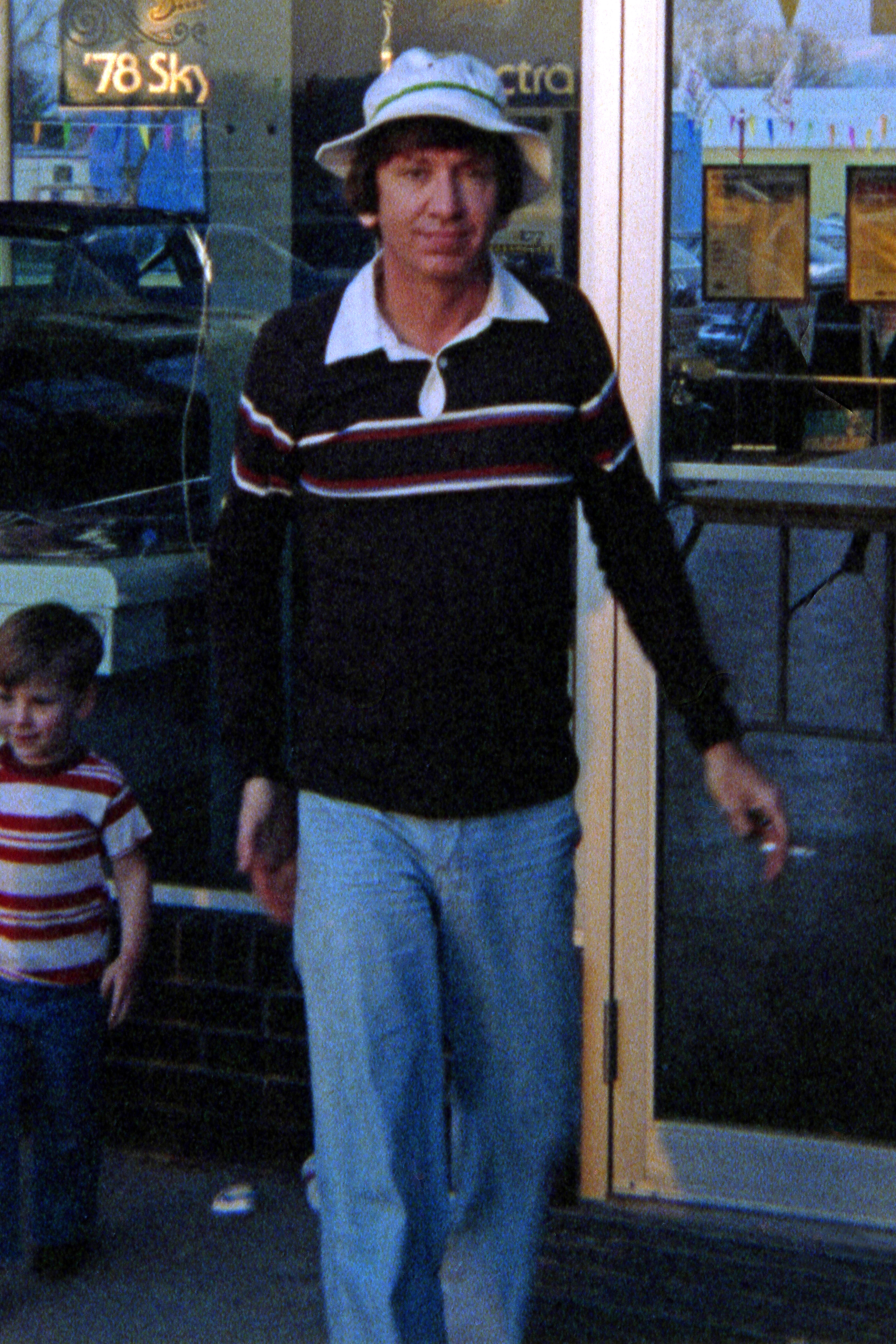
Bob Denver (1977)

Bob Denver (* 9. Januar 1935 in New Rochelle, New York; † 2. September 2005 in Winston-Salem, North Carolina) war ein US-amerikanischer Schauspieler.

## Leben und Karriere
Denver wurde im Bundesstaat New York geboren, wuchs aber in Brownwood (Texas) auf. Er studierte an der Loyola University in Los Angeles. Nach dem anschließenden Besuch der Sylvia Herpolscheimer Academy for Performance Arts arbeitete er als Briefträger und dann als Lehrer an der Corpus Christi School in Pacific Palisades, wo er Sport und Mathematik unterrichtete.
Seine Fernsehkarriere begann 1959 mit der erfolgreichen Fernsehserie The Many Loves of Dobie Gillis, in der er bis 1963 die Rolle des Beatnik-Teenagers Maynard G. Krebs verkörperte. Als seine bekannteste Rolle gilt die des Maats Gilligan in der Sitcom Gilligans Insel, die von 1964 bis 1967 produziert wurde und bis heute zahllose Wiederholungen auch im deutschen Fernsehen erlebt hat.
Anschließend erhielt Denver noch Hauptrollen in drei weiteren Fernsehserien, die allerdings weniger erfolgreich waren. Der Schauspieler war viermal verheiratet und hatte vier Kinder. Mit seiner letzten Ehefrau Dreama Perry, mit der er von 1979 bis zu seinem Tod verheiratet war, zog er nach West Virginia und arbeitete dort als Radiomoderator. Aus dem Hollywood-Geschäft zog er sich, mit wenigen Ausnahmen wie einer Gastrolle in ALF, zurück. Er starb im September 2005 im Alter von 70 Jahren an den Folgen einer Krebserkrankung.

## Filmografie (Auswahl)
- 1959: Das gibt’s nur in Amerika (A Private’s Affair)
- 1959–1963: The Many Loves of Dobie Gills (Fernsehserie, 144 Folgen)
- 1963: In Liebe eine 1 (Take Her, She’s Mine)
- 1964: Andy Griffith Show (Fernsehserie, 1 Folge)
- 1964–1967: Gilligans Insel (Gilligan’s Island; Fernsehserie, 99 Folgen)
- 1967: Bezaubernde Jeannie (I Dream of Jeannie; Fernsehserie, 1 Folge)
- 1968: Die wilden Jahre (The Sweet Ride)
- 1968–1970: The Good Guys (Fernsehserie, 42 Folgen)
- 1973–1974: Dusty, Dusty! (Fernsehserie, 26 Folgen)
- 1975: Far Out Space Nuts (Fernsehserie, 12 Folgen)
- 1979–1982: Love Boat (Fernsehserie, 3 Folgen)
- 1982: Gilligan’s Planet (Zeichentrickserie, 12 Folgen; Stimme)
- 1983: High School U.S.A. (Fernsehfilm)
- 1987: High-Life am Strand (Back to the Beach)
- 1987: ALF (Fernsehserie, 1 Folge)
- 1988: Der Besuch der reichen Witwe (Bring Me the Head of Dobie Gillis; Fernsehfilm)
- 1992: Baywatch – Die Rettungsschwimmer von Malibu (Baywatch; Fernsehserie, 1 Folge)
- 1995: Roseanne (Fernsehserie, 1 Folge)
- 1997: Meego – Ein Alien als Kindermädchen (Meego; Fernsehserie, 1 Folge)